# Ambasada RP w Zagrzebiu
Ambasada Rzeczypospolitej Polskiej w Zagrzebiu (hr. Veleposlanstvo Republike Poljske u Zagrebu) – polska misja dyplomatyczna w stolicy Chorwacji.

## Skład placówki
W skład placówki wchodzą:
- Wydział Polityczno-Ekonomiczny
- Wydział Konsularny
- Referat Administracyjno-Finansowy
- Ataszat Obrony

## Historia
W lipcu 1919 w Zagrzebiu utworzono konsulat generalny. Sprawował on nadzór nad ustanowionym w 1927 konsulem honorowym w Banja Luce, Arturem Burdą. W 1972 reaktywowano go. Placówka została czasowo zamknięta w lipcu 1981 i ponownie otwarta w październiku 1982. Po ogłoszeniu niepodległości przez Chorwację i nawiązaniu stosunków dyplomatycznych z Polską, w 1992 Konsulat przekształcono w ambasadę.
Do marca 2019 placówka mieściła się pod adresem Krležin gvozd 3. Od marca 2019 znajduje się na ul. Miramarska 23.

## Kierownicy placówki
Konsulowie i konsulowie generalni
- 1919–1920 – Adam Karchezy
- 1920–1922 – Aleksander Szczepański
- 1922–1923 – Sylwester Gruszka
- 1927–1929 – Jerzy Barthel de Weydenthal
- 1939–1941 – Mieczysław Grabiński
- do 1980 – Kazimierz Haładus[2]
- 1981 – Kazimierz Janiak
- od 1982 – Stefan Janiak (p.o.)[2]
- 1986–1988 – Leon Kołatkowski
- 1990–1992 – Wiesław Walkiewicz

Ambasadorowie
- Przedstawiciele dyplomatyczni Polski w Chorwacji